# Pier Dionigi Pinelli
Pier Dionigi Pinelli (Torino, 25 maggio 1804 – Torino, 22 aprile 1852) è stato un politico italiano.
È stato Presidente della Camera dei deputati del Regno di Sardegna.

## Biografia
Avvocato e studioso di agricoltura, collaborò agli Annali di giurisprudenza, diresse Il Carroccio, organo dell'associazione agraria di Casale Monferrato e pubblicò, nel 1846, un Progetto di una grande associazione italiana per la bonificazione dei terreni incolti di tutta la penisola. 
Dopo la rivoluzione del 1848 e la concessione nel Regno di Sardegna dello Statuto albertino da parte del re Carlo Alberto, Pinelli, di idee conservatrici, entrò in politica, venendo eletto deputato a Parlamento subalpino. Nominato Ministro dell'Interno il 15 agosto di quell'anno nel governo di Cesare Alfieri di Sostegno e in quello di Claudio Gabriele de Launay il 27 marzo 1849, subito dopo la disfatta piemontese a Novara e l'abdicazione del re a favore del figlio Vittorio Emanuele II, Pinelli si dimostrò inflessibile all'interno, avendo parte attiva nello stroncare i moti di Genova, scoppiati in aprile. In seguito, divenuto il governo molto impopolare per il suo autoritarismo, fu lo stesso Pinelli che consigliò il re di scegliere come presidente del consiglio l'amico Vincenzo Gioberti (dal quale si allontanerà in seguito per divergenze politiche). Tuttavia il sovrano scelse al suo posto Massimo d'Azeglio, il quale, entrato in carica, lo mantenne al dicastero dell'Interno, fino al 20 ottobre 1849, quando lo costrinse a dimettersi per facilitare i rapporti con l'ala democratica del Parlamento, sostituendolo con Filippo Galvagno. Malgrado questo, Pinelli svolse altre attività politiche e diplomatiche, come quando, nel 1850 si recò a Roma da papa Pio IX per cercare un accordo sulla questione delle Leggi Siccardi, appena entrate in vigore, che abolivano i privilegi del clero piemontese. 
Dal 20 dicembre 1849 al 22 aprile 1852 fu Presidente della Camera dei deputati, morendo durante il mandato; al suo posto subentrò alla presidenza Urbano Rattazzi.
È sepolto nel Cimitero monumentale di Torino.